# Millettia diptera
Millettia diptera är en ärtväxtart som beskrevs av François Gagnepain. Millettia diptera ingår i släktet Millettia och familjen ärtväxter. Inga underarter finns listade i Catalogue of Life.